# Cento colpi di pistola
Cento colpi di pistola (A Lust to Kill) è un film del 1958 diretto da Oliver Drake.
È un western statunitense con Jim Davis, Don Megowan e Allison Hayes.

## Trama
Durante un inseguimento della banda di ladri guidata da Isaac Stancil, due di loro (Cheney Holland e suo fratello Luke) rimangono indietro abbandonati dai loro complici e vengono catturati dallo sceriffo Matt Gordon ("Clint" nel doppiaggio italiano) e dal vice-sceriffo. Luke è gravemente ferito e morirà poco dopo; durante il funerale il fratello Cheney, un pistolero violento e rancoroso, riesce a fuggire con l'aiuto della fidanzata Sherry e corre a cercare la sua ex banda per consumare la vendetta; nel frattempo lo sceriffo si getta all'inseguimento per recuperare il fuggitivo. Dopo varie peripezie si reincontrano nella prateria presso un saloon di dubbia reputazione dove avviene il duello finale: grazie al casuale intervento di alcuni cowboy del paese la banda viene eliminata, lo sceriffo, dopo una colluttazione, uccide Cheney e si allontana con Sherry che nel frattempo ha capito di volersi legare ad un uomo più rispettabile.

## Produzione
Il film, diretto da Oliver Drake su una sceneggiatura e un soggetto di Tom Hubbard e Samuel Roeca, fu prodotto da A.R. Milton per la Production Associates Pictures e girato nell'Oliver Drake Ranch a Pearblossom, California, dall'8 luglio 1957. I titoli di lavorazione furono A Time to Kill e Border Lust.

## Distribuzione
Il film fu distribuito con il titolo A Lust to Kill negli Stati Uniti nell'agosto 1958 al cinema dalla Barjul International Pictures.
Altre distribuzioni:
- in Svezia il 9 luglio 1962 (Nästa kula dödar)
- in Danimarca il 4 settembre 1964 (Hævneren fra prærien)
- in Italia (Cento colpi di pistola) distribuito dalla Sanpaolofilm

## Promozione
La tagline è: TWISTED MEN AND TWISTED WOMEN...LIVING IN A TEMPEST OF DISTORTED DESIRE!.